# Tour de Flandes 1979
El Tour de Flandes 1979 va ser la 63a edició del Tour de Flandes. La cursa es disputà l'1 d'abril de 1979, amb inici a Sint-Niklaas i final a Meerbeke després d'un recorregut de 267 quilòmetres. El neerlandès Jan Raas s'imposà en solitari a Meerbeke, amb poc més d'un minut sobre els immediats perseguidors, els belgues Marc Demeyer i Daniel Willems, després d'atacar a manca d'uns 27 quilòmetres.

## Classificació final
|    | Ciclista                | Equip                 | Temps      |
| -- | ----------------------- | --------------------- | ---------- |
| 1  | Jan Raas (NED)          | Ti-Raleigh-McGregor   | 6h 31' 00" |
| 2  | Marc Demeyer (BEL)      | Flandria-Cava Seul    | + 1' 04"   |
| 3  | Daniel Willems (BEL)    | IJsboerke-Warncke     | + 1' 15"   |
| 4  | Marc Renier (BEL)       | Kas-Campagnolo        | m. t.      |
| 5  | Piet van Katwijk (NED)  | Ti-Raleigh-McGregor   | m. t.      |
| 6  | Jos Schipper (NED)      | Zeepcentrale Marc     | m. t.      |
| 7  | Hennie Kuiper (NED)     | Peugeot-Esso-Michelin | m. t.      |
| 8  | Walter Godefroot (BEL)  | IJsboerke-Warncke     | m. t.      |
| 9  | Guido Van Calster (BEL) | DAF Trucks            | + 1' 20"   |
| 10 | Joop Zoetemelk (NED)    | Miko-Mercier          | + 1' 25"   |